# Chiếc lá cuối cùng (bài hát)
"Chiếc lá cuối cùng" là một bài hát của nhạc sĩ Tuấn Khanh. Đây là một trong những sáng tác gắn liền với sự nghiệp của nhạc sĩ Tuấn Khanh.

## Hoàn cảnh sáng tác
Bài hát viết về mối tình của nhạc sĩ Tuấn Khanh khi ông còn là ca sĩ với nghệ danh Trần Ngọc. Thời điểm đó ông có dạy kèm cho một cô nữ sinh 13 tuổi về thanh nhạc để tham gia một cuộc thi hát. Sau một thời gian thì cô nảy sinh tình cảm với nhạc sĩ Tuấn Khanh nhưng lúc này ông đã có người yêu và chỉ dừng lại mở mức tình cảm thầy trò. Sau đó nhạc sĩ Tuấn Khanh cưới vợ nhưng trong lòng vẫn còn nhớ về mối tình cảm với cô học trò, lúc ấy ông chợt nhận ra: "Mình yêu cô ấy thật rồi!". Những kỷ niệm và cảm xúc ùa về khiến ông viết nên nhạc phẩm Chiếc lá cuối cùng.

## Nội dung
Bài hát sáng tác vào thập niên 1950 mang âm hưởng nhạc tiền chiến, mô tả đêm chia ly của một đôi tình nhân. Trong đêm tạ từ, họ đi bên nhau và chờ đến khi chiếc lá cuối cùng rơi xuống, đó cũng là lúc họ phải xa nhau.
Đêm qua chưa mà trời sao vội sáng 

Một đàn chim cánh nhỏ chở mùa sang 

Chiều vào thu tiễn em sầu lạnh giá 

Lá trên cành từng chiếc cuốn bay xa…

## Ca sĩ thể hiện
- 2002 - Lệ Thu (Thúy Nga)
- 2006 - Bảo Yến, Y Phương (Asia)
- 2013 - Hồ Hoàng Yến (Asia)